# Bitsch
Bitsch é uma comuna da Suíça, no Cantão Valais, com cerca de 859 habitantes. Estende-se por uma área de 4,08 km², de densidade populacional de 194 hab/km².  Confina com as seguintes comunas: Naters, Riederalp, Termen. 
A língua oficial nesta comuna é o Alemão.